# Ludwig Palmer

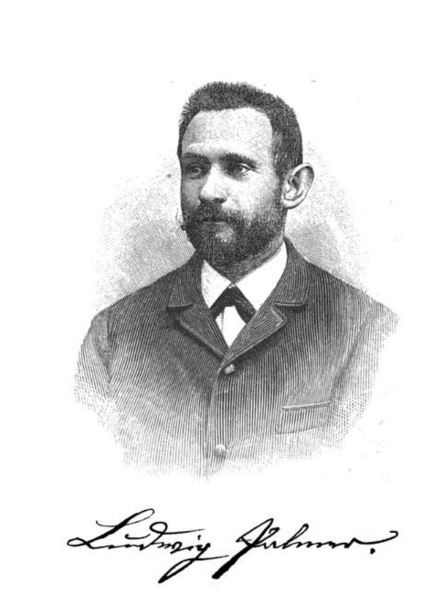
Ludwig Palmer

Ludwig Palmer (* 24. Oktober 1856 in Schorndorf; † 19. September 1931 in Schorndorf) war ein deutscher Schriftsteller.

## Leben
Der gebürtige Schorndorfer Ludwig Palmer entwickelte sich autodidaktisch vom Eisenarbeiter mit Volksschulbildung zum Autor von Gedichten und Prosastücken.
Er pflegte Kontakt und Freundschaften mit bekannten Literaten seiner Zeit, so Isolde Kurz, Hermann Hesse, Christian Wagner und Felix Dahn sowie den damals bekannten Mundartautoren Martin Lang und August Reiff.
Palmer war erst Mitglied der SPD, später der USPD.
Sein literarisches Schaffen brachte ihm, trotz seines Engagements für die Sache der Arbeiterschaft, Freundschaft mit Unternehmern und der bürgerlich verheirateten württembergischen Prinzessin Pauline, die den gering bemittelten Arbeiter auch wirtschaftlich förderte.
In gedruckter Form sind über 350 Gedichte von ihm erschienen, darüber hinaus entstanden Geschichten, Novellen und Lustspieltexte. Er wirkte auch als Musiker und acht Jahre lang als Chorleiter beim Musikverein Steinenberg.

## Schriften
(Auswahl)
- Spätsommer. Gedichte. Mähler, Stuttgart 1921 (Digitalisat)
- Gedichte. Bacher, Schorndorf 1984, ISBN 3-924431-01-9 (Inhaltsverzeichnis)